# Бутенко Григорій Прокопович

Могила Григорія Бутенка

Григорій Прокопович Бутенко (нар. 31 січня (12 лютого) 1904, село Дячківка Харківської губернії, тепер Нововодолазького району Харківської області — 9 січня 1977, місто Київ) — український радянський державний і партійний діяч, міністр сільського господарства Української РСР, міністр м'ясної і молочної промисловості Української РСР. Депутат Верховної Ради УРСР 2-го і 7-го скликань. Депутат Верховної Ради СРСР 1—6-го скликання. Кандидат у члени ЦК КПУ в 1938—1940 і 1952—1956 р. Член ЦК КПУ в 1940—1952 і 1956—1971 р.

## Біографія
Народився в родині сільського коваля в селі Дячківці (за іншими даними — Матвіївці) на Харківщині. Працював у сільському господарстві. З 1924 року — член правління сільського споживчого товариства села Зачепилівки Харківської губернії.
У 1926—1928 роках — в Червоній армії.
Член ВКП(б) з квітня 1928 року.
У 1928—1930 роках — голова Зачепилівського сільського споживчого товариства.
У 1930—1931 роках — завідувач Зачепилівського районного земельного відділу на Харківщині.
У 1931—1934 роках — голова Красноградської районної колгоспної спілки; завідувач Красноградського районного земельного відділу Харківської області.
У 1934—1937 роках — директор Берестовеньківської машинно-тракторної станції (МТС) Красноградського району Харківської області.
Освіта незакінчена вища. У 1937 році закінчив чотири (три) курси Харківського сільськогосподарського інституту.
У жовтні 1937—1938 роках — голова виконавчого комітету Красноградської районної ради депутатів трудящих Харківської області.
У 1938 році (до червня) — заступник голови виконавчого комітету Харківської обласної ради депутатів трудящих.
У червні 1938 року відкликаний у розпорядження ЦК КП(б)У.
У серпні 1938 — січні 1940 року — в.о. голови виконавчого комітету Харківської обласної ради депутатів трудящих.
3 січня 1940 — 10 лютого 1947 року — народний комісар — міністр землеробства Української РСР.
10 лютого 1947 — 31 січня 1949 року — міністр сільського господарства Української РСР.
31 січня 1949 — квітень 1953 року — міністр м'ясної і молочної промисловості Української РСР.
У квітні — жовтні 1953 року — заступник міністра легкої і харчової промисловості Української РСР.
У жовтні 1953 — січні 1954 року — 1-й заступник міністра промисловості продовольчих товарів Української РСР.
У січні (затв.) 1954—1956 роках — уповноважений Міністерства заготівель СРСР по Українській РСР.
11 червня — 2 серпня 1956 року — міністр хлібопродуктів Української РСР.
2 серпня 1956 — 12 червня 1968 року — заступник голови Ради Міністрів Української РСР з питань сільського господарства.
З червня 1968 року — персональний пенсіонер союзного значення. Похований в Києві, на Байковому кладовищі.

## Сім'я
- донька — Удовенко (Бутенко) Діна Григорівна
- зять — Удовенко Геннадій Йосипович (1931-2013), український дипломат
- онука — Барановська (Удовенко) Олена Геннадіївна (1954)[1]

## Нагороди
- три ордени Леніна (7.02.1939, 23.01.1948, 26.02.1958)
- орден Трудового Червоного Прапора (11.02.1964)
- орден Вітчизняної війни I ст.
- медаль «За доблесну працю у Великій Вітчизняній війні 1941—1945 рр.»
- медалі